# Редвейл (Колорадо)
Редвейл (англ. Redvale) — переписна місцевість (CDP) в США, в окрузі Монтроуз штату Колорадо. Населення — 172 особи (2020).

## Географія
Редвейл розташований за координатами 38°10′34″ пн. ш. 108°24′45″ зх. д. / 38.17611° пн. ш. 108.41250° зх. д. (38.176064, -108.412508).  За даними Бюро перепису населення США в 2010 році переписна місцевість мала площу 12,12 км², уся площа — суходіл.

## Демографія
Згідно з переписом 2010 року, у переписній місцевості мешкало 236 осіб у 103 домогосподарствах у складі 62 родин. Густота населення становила 19 осіб/км².  Було 114 помешкання (9/км²).
Расовий склад населення:
| - 97,5 % — білих - 0,4 % — азіатів |

До двох чи більше рас належало 1,3 %. Частка іспаномовних становила 3,8 % від усіх жителів.
За віковим діапазоном населення розподілялося таким чином: 24,6 % — особи молодші 18 років, 60,6 % — особи у віці 18—64 років, 14,8 % — особи у віці 65 років та старші. Медіана віку мешканця становила 39,1 року. На 100 осіб жіночої статі у переписній місцевості припадало 100,0 чоловіків;  на 100 жінок у віці від 18 років та старших — 102,3 чоловіків також старших 18 років.
Цивільне працевлаштоване населення становило 90 осіб. Основні галузі зайнятості: транспорт — 22,2 %, сільське господарство, лісництво, риболовля — 17,8 %, освіта, охорона здоров'я та соціальна допомога — 15,6 %, будівництво — 15,6 %.